# Anderbeck
Anderbeck ist ein Ortsteil der gleichnamigen Ortschaft der Einheitsgemeinde Huy im Landkreis Harz in  Sachsen-Anhalt (Deutschland).

## Geografie
Anderbeck liegt ca. 16 km nordwestlich von Halberstadt, auf der Nordseite des Huys, im Landkreis Harz in Sachsen-Anhalt. Zu erreichen ist Anderbeck von der Bundesstraße 244 aus. Es liegt 3 km östlich der B 244, die von Helmstedt nach Wernigerode verläuft, und 5 km nördlich der B 79, die von Braunschweig bis Halberstadt verläuft.
Zur Ortschaft Anderbeck gehört der Wohnplatz Wockenstedt.

## Geschichte
Der Name Anderbeck leitet sich sehr wahrscheinlich vom plattdeutschen Namen des Hohlebaches („Beeke“) ab, ein kleiner Bach, der durch diesen Ort fließt (Anderbeck = an der Beeke, früher auch Anderbike genannt).
Die erste urkundliche Erwähnung erfolgte am 5. Mai 1086 durch Bischof Burchard II. von Halberstadt. Dieser schenkt dem Kloster Ilsenburg eine Hufe Landes zu Anderbike. Eine Besiedlung der Anderbecker Flur fand weitaus früher statt und wird um 2000 v. Chr. in der Jungsteinzeit angesetzt und durch Steinkistengrabfunde 1961 nördlich des Huygebietes und weitere Funde 1991 belegt. Um 800 n. Chr. wird die Siedlung in Form eines weitläufigen, fränkischen Straßendorfes entlang des Hohlebaches, begünstigt durch Jagdmöglichkeiten im Huy, die guten Böden und die Bachnähe entstanden sein.
Die erste Kirche (heute der „Schwarze Adler“) soll im 8. Jahrhundert südlich einer heidnischen Kultstätte errichtet worden sein. Diese Kultstätte war Ausgangspunkt für die Ansiedlung und Entstehung Anderbecks. Der heute noch vorhandene Brunnen bot selbst in den trockensten Jahren Wasser und versorgte somit, nach Auszügen aus der Chronik, die gesamten Einwohner und Viehbestände von Anderbeck. In unmittelbarer Nähe dieses Brunnens steht eine alte Eiche, die angeblich auf einen Felskopf gepflanzt wurde.
Auf Wunsch Friedrichs des Großen wurde 1769 das holländische Kolonistenhaus „Langes Handtuch“ für 12 Familien gebaut, um die schwäbischen Arbeiter zu beherbergen, die den Bruch im Auftrag des Klosters Huysburg pflegen; jeder Kolonist erhielt eine Stube und eine Kammer, dazu eine offene Feuerstelle im Flur.
Am 1. April 2002 bildete die Gemeinde Anderbeck zusammen mit den anderen zehn Gemeinden der aufgelösten Verwaltungsgemeinschaft Huy die neue Gemeinde Huy.

## Politik

### Ortschaftsrat
Als Ortschaft der Einheitsgemeinde Huy übernimmt ein so genannter Ortschaftsrat die Wahrnehmung der speziellen Interessen des Ortes innerhalb bzw. gegenüber den Gemeindegremien. Er wird aus sieben Mitgliedern gebildet.

### Bürgermeister
Als weiteres ortsgebundenes Organ fungiert der Ortsbürgermeister, dieses Amt wird zurzeit von Marco Meybohm wahrgenommen.

### Wappen
| | Blasonierung: „In Blau ein aufgerichteter silberner dreiblättriger Eichenzweig mit vier Eicheln.“ |
| Wappenbegründung: Die Farben des Ortes sind Blau - Weiß (Silber). Das Wappenbild bezieht sich auf das erste urkundlich erwähnte Haus im Ort, der blaue Wappengrund symbolisiert den immer Wasser führenden Brunnen und das Eichenlaub mit den Eicheln die alte dort stehende Eiche (vgl.: Petra Schäftner, Harald Beckmann: Anderbeck im Wandel der Zeit. Horb am Neckar 1997). Eine weitere Grundlage bildete ein altes Dienstsiegel mit Siegelbild, das Eichenlaub zum Inhalt hatte. Das Wappen wurde von der Heraldikerin Erika Fiedler aus Magdeburg gestaltet und am 30. Januar 1995 durch das Regierungspräsidium Magdeburg genehmigt. |                                                                                                   |

## Persönlichkeiten
- Friedrich Lüttge (1900–1978), Politiker

## Sehenswertes
- Windmühle Anderbeck am Lindenberg
- Wassermühle Kuckucksmühle Huy-Neinstedt, eine ehemalige Lehnsmühle des Klosters Huysburg zwischen Anderbeck und Huy-Neinstedt gelegen
- Gutshof mit Speicher
- Schwarzer Adler
- Kirche St. Martin; eine Besonderheit in der Region: eine Kirche mit zwei Türmen, einem Zeltturm und einem kleineren Barockturm
- Gräber auf dem Ortsfriedhof für drei polnische Zwangsarbeiter, die während des Zweiten Weltkrieges ums Leben kamen